# Apollinariskerk (Remagen)
De Apollinariskerk is een kerk op de Apollinarisberg, een heuvel boven de Duitse stad Remagen.

## De eerste kerken
Ooit stond op deze plaats een Romeinse tempel. In de 5e en 6e eeuw werd de heuvel Martinusberg genoemd, naar men aanneemt wegens het bestaan van een Frankische kapel gewijd aan Sint-Martinus, de patroon van de Franken. In de 9e eeuw werd deze kapel door een romaanse kerk vervangen.
Op initiatief van de bevolking van Remagen richtten benedictijnen van de Sint-Michaëlsabdij te Siegburg hier in 1110 een proosdij op. Aan het einde van de 14e eeuw kwamen de relieken van de heilige Apollinaris naar Remagen die een stroom bedevaartgangers op gang zette. Vast staat dat sinds het jaar 1384 de Apollinarisberg een pelgrimsdoel is. De sarcofaag in de crypte van de kerk met daarin de relieken dateert uit de 14e eeuw.

## Geschiedenis huidige kerk

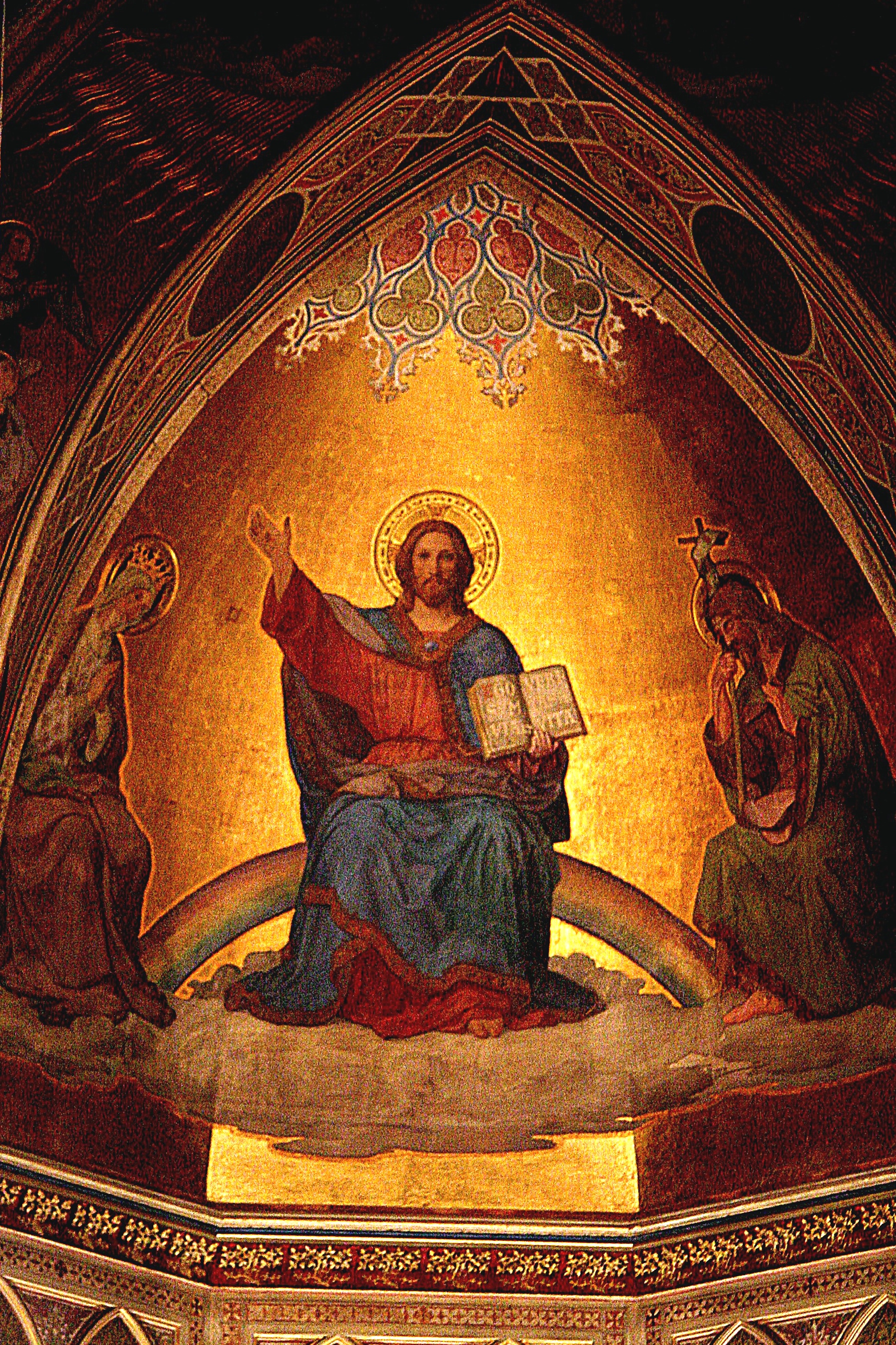
Nazarener beschildering van de apsis

Als gevolg van de napoleontische oorlogen en de secularisatie in 1802 werd de proosdij van de benedictijnen opgeheven. Het grondgebied en de gebouwen daarop werden vervolgens in 1807 opgekocht door twee broers die het verkregen bezit vervolgens in 1836 lieten veilen aan graaf Franz Egon von Fürstenberg-Stammheim. Zijn plan om de oude kerk te voorzien van kwalitatief hoogwaardige beschildering mislukte. Wegens bouwvalligheid van de oude kerk moest hij de kerk laten slopen. De graaf vroeg aan de uit Düsseldorf afkomstige architect Ernst Friedrich Zwirner een ontwerp te maken voor een nieuwe kerk. De architect ontwierp in eerste instantie een neoromaans gebouw, een stijl die in rooms-katholieke gebieden echter gold als een protestantse bouwstijl. Daarom verzocht de opdrachtgever om een nieuw ontwerp, ditmaal in de stijl van de neogotiek. De eerste steen van de nieuwe kerk werd op 22 juli 1839 gelegd en op 24 maart 1857 was de wijding van de kerk. De kerk werd schitterend beschilderd door leden van de Nazareners, een romantisch-religieuze kunststroming in Duitsland.
Tijdens de Tweede Wereldoorlog werd Remagen zwaar getroffen door het oorlogsgeweld, maar de Apollinariskerk bleef intact. De bevolking van Remagen vond in de gebouwen van de franciscanen gedurende de gewelddadigheden een veilige toevluchtshaven.
Vanaf 1985 werd de kerk voortdurend gerestaureerd. Van 25 maart 1857 tot 31 december 2006 droegen de franciscanen de zorg voor de pelgrimskerk. Vanaf 2007 nam de Nederlandse orde Gemeenschap van de gekruisigde en verrezen Liefde uit Maastricht de kerk onder haar hoede.